# Provincia de Kütahya
La provincia de Kütahya es una de las 81 provincias de Turquía. Está situada en el oeste de Turquía, en la parte occidental de la península de Anatolia. La capital provincial es Kütahya. Está dividida en los distritos de Kütahya, Altıntaş, Aslanapa, Domaniç, Dumlupınar, Emet, Gediz, Hisarcık, Simav, Şaphane y Tavşanlı.